# Amirtej
Amirtej ali Amenirdisu iz Saisa  je edini faraon egipčanske 28. dinastije. Domneva se, da je bil potomec  vladarjev iz 26. dinastije. Uspešno se je uprl Perzijcem in končal njihovo prvo okupacijo Egipta. Vladal je od leta 404 pr. n. št. do 399 pr. n. št., * ni znano, Sais,  † 399. pr. n. št., Memfis. 
Amirtej je bil verjetno vnuk Amirteja Saiškega, znanega po uporu proti  satrapu in kasnejšemu kralju Artakserksu I. leta 465-463 pr. n. št., v katerem je sodeloval tudi libijski poglavar Inar II., vnuk faraona Psametika III.  Znan je iz aramejskih in starogrških virov in Demotske kronike. Za seboj ni pustil nobenega znanega spomenika. Njegovo ime v egipčanskem jeziku je rekonstruirano iz demotskih notic. 
Amirtej se je že pred prihodom na prestol leta 411 pr. n. št. uprl Dareju II. in vodil gverilsko vojno v zahodni Nilovi delti okoli svojega rojstnega mesta Sais. Po Darejevi smrti se je leta 404 pr. n. št. razglasil za egipčanskega faraona. Po Izokratu je Artakserks II. kmalu po prevzemu oblasti v Feniciji zbral veliko vojsko pod poveljstvom satrapa Abrokoma, da bi ponovno osvojil Egipt. Politični  spori  z bratom Kirom Mlajšim so preprečile takojšnji napad in dali Egipčanom dovolj časa, da so strmoglavili ahemenidsko oblast. Amirtej je leta 404 pr. n. št. vzpostavil svojo oblast v zahodni Nilovi delti in do leta 401 pr. n. št. priznaval Artakserksa II. za vladarja v Elefantini, aramejski papirusi s tega najdišča  pa v nasprotju s tem omenjajo, da je bilo peto leto Amirtejeve vladavine septembra 400.  Elefantinski papirusi kažejo tudi to, da je Gornji Egipt od leta 404 do 400 ali celo 398 pr. n. št. ostal pod perzijsko oblastjo, medtem ko so Amirtejeve sile obvladovale Nilovo delto. 
Amirteja je v odprti bitki porazil njegov naslednik Neferit I. Mendeški in ga nato v Memfisu usmrtil. Aramejski papirus Brooklin 13 priča, da se je to zgodilo oktobra 399 pr. n. št.

## Sklica
1. ↑   Sachau, Eduard (1909). Ein altaramareischer Papyrus aus der Zeit der aegyptischen Koenigs Amyrtaeus.  Florilegium: ou, Recueil de travaux d'érudition dédiés à monsieur le marquis Melchior de Vogüé à l'occasion du quatre-vingtième anniversaire de sa naissance, 18 octobre 1909. Pariz, Imprimerie Nationale,  str. 529-538.
2. ↑  Cowley, Arthur (1923). Aramaic papyri of the fifth century B.C. Oxford: Clarendon Press. str. 129–131.